# Patrimonio (Córcega)
Patrimonio (Patrimoniu en corso) es una comuna y población de Francia, en la región de Córcega, departamento de Alta Córcega.
Su población en el censo de 1999 era de 645 habitantes.